# Río Ouachita

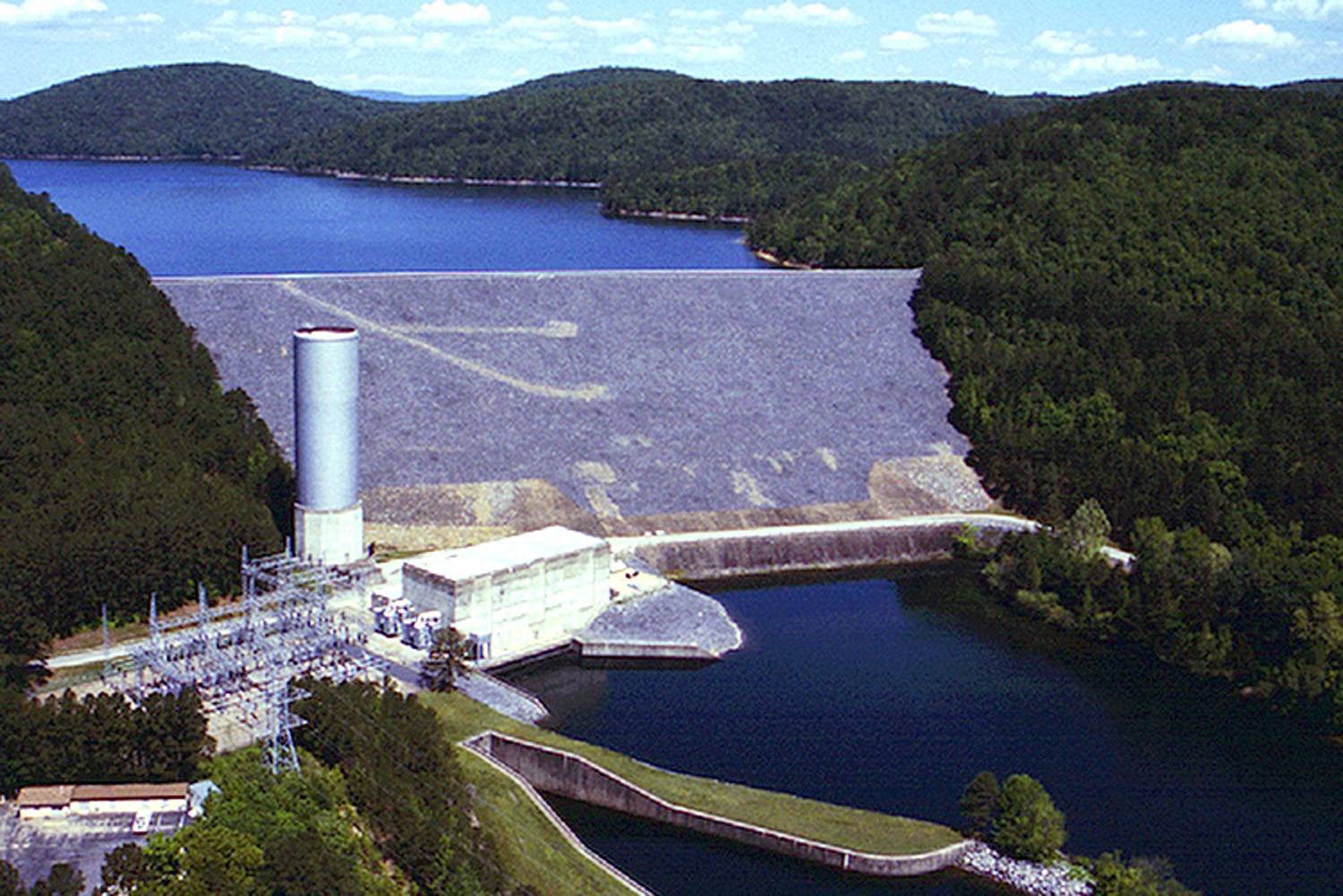
La presa montañas Blakely (Arkansas).

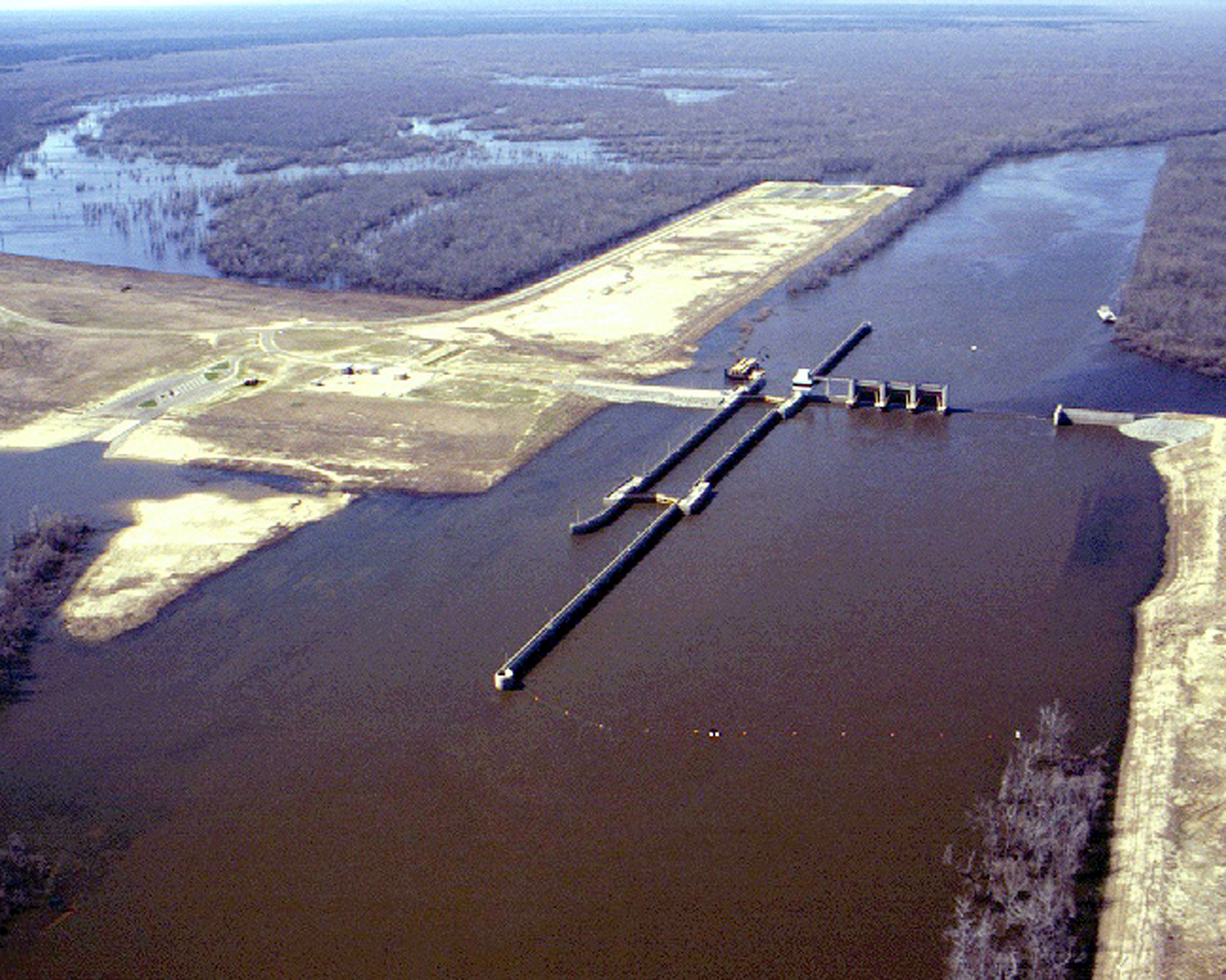
La presa Felsenthal (Arkansas).

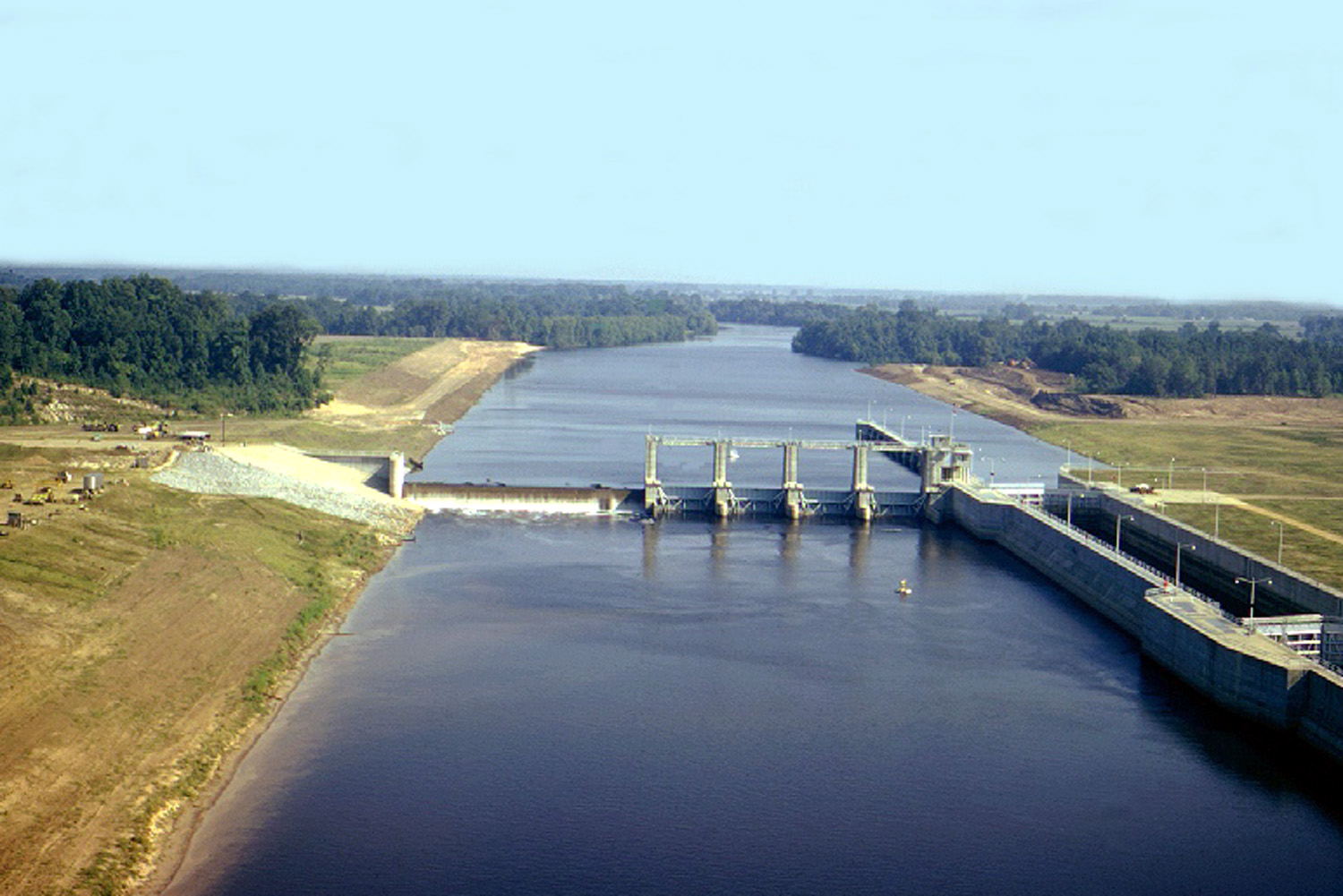
La presa Columbia (Luisiana).

El río Ouachita (en inglés: Ouachita River, pronunciado: ˈwɑːʃɪtɑː) es un largo río del sureste de los Estados Unidos, el principal de los afluentes del río Rojo. Con una longitud de 974 km es uno de los mayores ríos de los Estados Unidos y drena una cuenca de 65 000 km². Los 90 últimos kilómetros del río (desde la confluencia con el río Tensas) también se conocen como río Negro (Black River).
Administrativamente, el río discurre por los estados de Arkansas y Luisiana.

## Geografía
El río Ouachita nace en las montañas Ouachita, cerca de la ciudad de Mena, en el condado de Polk, en la parte centrooriental del estado de Arkansas. El río se dirige primero en dirección este, hacia el lago Ouachita, un embalse creado por la presa Montañas Blakely. Dos de sus fuentes, los ríos North Fork y South Fork desaguan ahora en el lago. En este primer tramo el río discurre en parte por el Bosque Nacional Ouachita (Ouachita National Forest), creado ya en 1907 (7.221 km²). Desde el lago Ouachita, el río corre en dirección sur, hasta el lago Hamilton, un nuevo embalse creado por la presa Carpenter, en cuya ribera norte se encuentra la ciudad de Hot Springs (35.750 hab. en 2000), la ciudad más importante en todo el recorrido del río. Otro nuevo embalse, el lago Catherine, está aguas abajo del de Hamilton. A continuación de este embalse, el río fluye libremente durante un gran tramo atravesando el estado de Arkansas. 
Aguas abajo del lago Catherine, el río dobla hacia el Sur, cerca de Malvern, y recoge primero al río Caddo, cerca de la ciudad de Arkadelphia (Arkansas) y luego al río Pequeño Misuri. Después de pasar la ciudad de Camden, poco después de que el dragado para la navegación comienza, el río recoge las aguas del arroyo Smackover (Smackover Creek) y posteriormente uno de sus principales afluentes, el río Saline. Luego el río Ouachita entra en una nueva zona embalsada, la del lago Jack Lee, justo al norte de la frontera con el estado de Luisiana, otro de los embalses creados para regular el río en el marco del Proyecto de los ríos Ouachita y Negro. El Refugio Nacional de Vida Silvestre Felsenthal (Felsenthal National Wildlife Refuge, creado en 1970, con 263 km²) comprende este tramo del curso del Ouachita, desde la confluencia con el río Saline hasta la boca del lago Jack Lee. 
A continuación del lago Jack Lee, el río Ouachita sigue hacia el Sur adentrándose en el estado de Luisiana. El río recoge las aguas de más afluentes: los bayous Bartolomé, Loutre y D'Arbonne, y los ríos Boeuf, Little y Tensas. Más allá de la confluencia con el Tensas, y hasta su desembocadura, el río se conoce como río Negro. Desagua finalmente en el río Rojo, por la izquierda, poco antes de que este desagüe a su vez en el río Atchafalaya y el río Misisipi (a través del canal artificial de control del río, el Old River Control Structure). 
El río Ouachita tiene seis esclusas y presas a lo largo de su curso y drena una parte importante de las llanuras costeras superiores de Arkansas y Luisiana y parte del valle aluvial del propio río Misisipi. 

### Afluentes
Los principales afluentes del río Ouachita, en dirección aguas abajo, son los siguientes:
- río Caddo, afluente por la derecha, con una longitud de 80 km, que discurre por el estado de Arkansas;
- río Pequeño Misuri o río Little Mo, afluente por la derecha, con una longitud de 237 km, que discurre por el estado de Arkansas:
- río Saline (Ouachita), afluente por la izquierda, con una longitud de 328 km, que discurre por el estado de Arkansas;
- bayou Bartholomew, es el más largo bayou (curso antiguo) del mundo, con una longitud de 604 km, que discurre por el estado de Arkansas y Luisiana;
- río Little, con una longitud de 145 km, que discurre por el estado de Arkansas y Luisiana;
- río Boeuf, afluente por la izquierda, con una longitud de 370 km, que discurre por el estado de Arkansas y Luisiana;
- río Tensas, afluente por la izquierda, con una longitud de 400 km, que discurre por el estado de Arkansas y Luisiana;

### Ciudades
Las principales ciudades localizadas a orillas del río Ouachita, también aguas abajo, son las siguientes:
- En Arkansas:

- Mena, sede del condado de Polk, con 5.637 habitantes;
- Hot Springs, sede del condado de Garland, con 35.750 hab.;
- Arkadelphia, en el condado de Clark, con 10.912 hab.;
- Malvern, sede del condado de Hot Springs, con 9.201 hab.;
- Camden, en el condado de Ouachita, con 13.154 hab.;
- Crossett, en el condado de Ashley, con 6.097 hab.;

- En Luisiana:

- Sterlington, en la parroquia de Ouachita, con 1.276 hab.;
- Monroe (Luisiana), en la parroquia de Ouachita, con 53.107 hab.;
- West Monroe, en la parroquia de Ouachita, con 13.250 hab.;
- Columbia, en la parroquia de Caldwell, con 477 hab.;
- Harrisonburg, en la parroquia de Catahoula, con 746 hab.;
- Jonesville, en la confluencia de los ríos con Ouachita, Tensas y Little, en la parroquia de Catahoula, con 2.469 hab.;

## Historia
El río lleva el nombre de la tribu india washita, que fue una de las varias que vivieron a lo largo del río (siendo las otras los caddo, osage, tensas, chickasaw y choctaw). «Washita» es una palabra india que significa «buena caza» y también «aguas plateadas espumosas».  A lo largo del río existió, en una época, una civilización amerindia de «Mound Builders» (constructores de túmulos), como lo demuestran los montículos que aún hoy se encuentran a lo largo de su curso. El mayor de estos montículos, del que ya dio noticia en 1540 el explorador español Hernando de Soto, fue destruido durante la construcción de un puente en Jonesville, Luisiana, en el siglo XX. En 1540 un rayo destruyó el templo de la cima de la colina, lo que fue visto como un mal presagio por la tribu. El templo nunca fue reconstruido y la tribu abandonó la zona alrededor de 1730. 
El río sirvió como ruta hacia el Norte de Luisiana y Suroeste de Arkansas para los colonos europeos y luego como ruta comercial desde el siglo XVIII.

## Historia natural
El río sigue siendo utilizado para la navegación comercial, aunque en menor escala que en los días de los barcos de vapor. Es alimentado por numerosos arroyos pequeños que tienen poblaciones endémicas de peces, como killifish. La pesca sigue siendo popular en el río, capturándose bajo, dorada, tambor y peje, aunque las preocupaciones sobre la contaminación por mercurio en suspensión en el aire en algunas zonas disuaden a algunos de comer los peces. El río es navegable comercialmente desde Camden, Arkansas, hasta su punto terminal en Jonesville, Luisiana. Aguas arriba de Camden, el río recibe un importante uso recreativo. El Ouachita está bordeado en casi todo su curso con profundos bosques, incluidos humedales importantes, siendo muestra de la calidad ambiental de las regiones del Suroeste de Arkansas y Norte de Luisiana. 
El río Ouachita está en peligro por el proyecto de construcción de un oleoducto. El Departamento de Calidad Ambiental de Arkansas aprobó una solicitud de un oleoducto, el Oleoducto El Dorado, de 36-pulgadas que irá en el lecho del río, en el Condado Unión (Arkansas), y que se propone descargar 20 millones de galones por día de efluentes de aguas residuales de la ciudad de El Dorado y de tres plantas químicas de propiedad privada.
El fiscal general de Luisiana Foti ha intercedido en el proceso y tiene la intención, si fuera necesario presentara una demanda para impedir que el proyecto siga adelante.